# Rudi Septhadi
Rudi Septhadi – indonezyjski zapaśnik walczący w stylu wolnym. Srebrny medalista igrzysk Azji Południowo-Wschodniej w 2005. Dziewiąty na mistrzostwach Azji w 2005 roku.